# Mauricio Enrique de Nassau-Hadamar

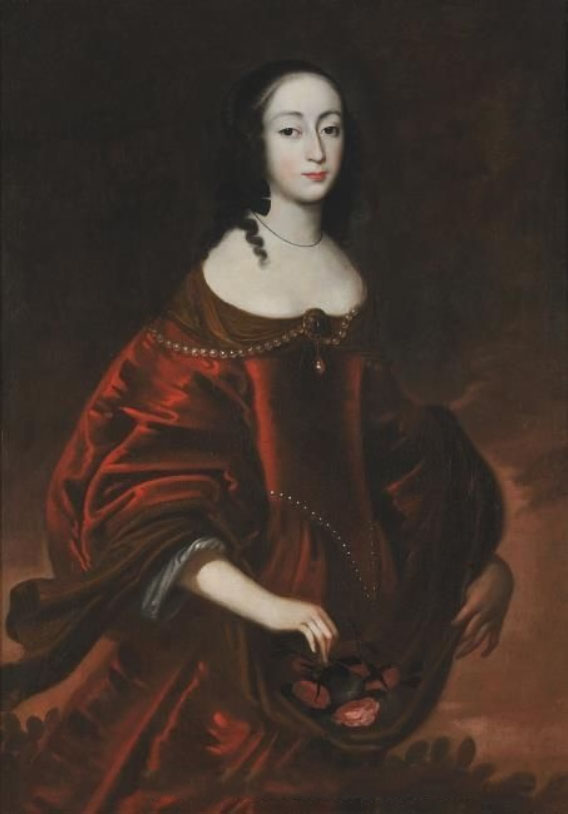
Su primera esposa Ernestina Carlota de Nassau-Siegen (autorretrato, antes de 1650, Praga, Palacio Lobkowicz).

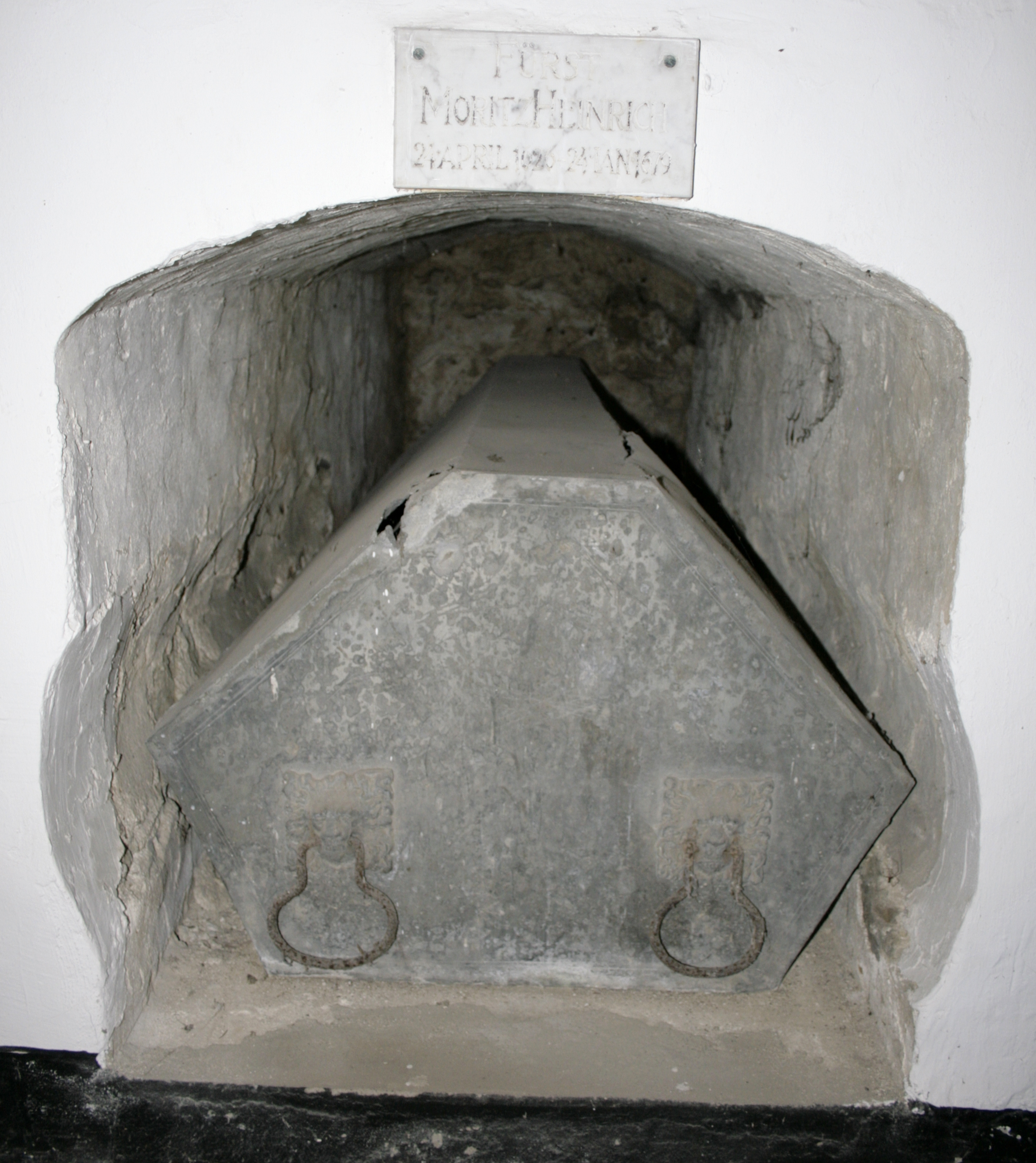
Ataúd de Mauricio Enrique en la cripta real de Hadamar.

Mauricio Enrique de Nassau-Hadamar (Hadamar, 23 de abril de 1626-Hadamar, 24 de enero de 1679) fue, después de su padre, el segundo gobernante de la línea más joven de Nassau-Hadamar de la rama ottoniana de la Casa de Nassau.

## Primeros años de vida
Mauricio Enrique nació el 23 de abril de 1626 en Hadamar como hijo del príncipe Juan Luis de Nassau-Hadamar y su esposa Ursula , hija del conde Simon "el Viejo" de Lippe.

### Matrimonios e Hijos
Mauricio Enrique se casó tres veces y fue padre de 13 hijos.
Contrajo matrimonio el 30 de enero de 1650 en Siegen con su prima Ernestina Carlota (23 de octubre de 1623 - 15 de agosto de 1668 en Hadamar), hija del conde Juan VIII de Nassau-Siegen. Tuvieron los siguientes hijos:
- Ernestina Ludovica (17 de febrero de 1651 en Hadamar - 29 de mayo de 1661 en Hadamar).
- Juan Hermann Lamoral Francisco (21 de enero de 1651 en Hadamar - 18 de febrero de 1654 en Hadamar).
- Carlos Felipe (15 de mayo de 1656 en Hadamar - 22 de julio de 1661 en Oirschot).
- Francisco Gaspar Otón (29 de noviembre en Hadamar - 24 de febrero de 1659 en Hadamar).
- Claudia Francisca (6 de junio de 1660 en Hadamar - 6 de marzo de 1680 en Neustadt an der Waldnaab ), casada el 18 de julio de 1677 en Hadamar con el príncipe Fernando Augusto de Lobkowitz (7 de septiembre de 1655 - 3 de octubre de 1715).
- Maximiliano Augusto Adolfo (19 de octubre de 1662 en Hadamar - 26 de mayo de 1663 en Hadamar).

Se casó en segundas nupcias el 12 de agosto de 1669 en Siegen con María Leopoldina (1652 - 27 de junio de 1675), hija del conde Juan Francisco Desiderato de Nassau-Siegen y sobrina de su primera esposa. Tuvieron los siguientes hijos:
- Leopoldo Francisco Ignacio (26 de septiembre de 1672 en Hadamar - 19 de julio de 1675 en Hadamar).
- Francisco Alejandro (27 de enero de 1674 en Hadamar - 27 de mayo de 1711 en Hadamar), que sucedió a Mauricio Enrique como Príncipe de Nassau-Hadamar.
- Hugo Lotario Lamoral Augusto (4 de abril de 1675 en Hadamar - 24 de junio de 1675 en Hadamar).

Su tercer matrimonio fue el 24 de octubre de 1675 en Hachenburg con Ana Luisa (11 de abril de 1654 en Hachenburg - 23 de abril de 1692 en Hadamar), la hija mayor del conde Salentin Ernest de Manderscheid-Blankenheim. Tuvieron los siguientes hijos:
- Damian Salomón (24 de julio de 1676 en Hadamar - 18 de octubre de 1676 en Hadamar).
- Guillermo Bernardo Luis (25 de mayo de 1677 en Hadamar - 3 de octubre de 1677 en Hadamar).
- Fernando Leonor Augusto (22 de mayo de 1678 en Hadamar - 16 de abril de 1679 en Hadamar).
- Albertina Juana Francisca Catalina (6 de julio de 1679 en Hadamar - 24 de abril de 1716 en Anholt), casada el 20 de julio de 1700 en Anholt con el príncipe Luis Otón de Salm-Neufville (m. 23 de noviembre de 1738).

## Vida pública
Mauricio Enrique continuó desarrollando la ciudad de Hadamar que su padre había comenzado. Participó particularmente en el desarrollo de la infraestructura, el orden civil, la salud pública y los servicios sociales. A diferencia de su padre, no influyó en los principados vecinos.
El 17 de julio de 1663, continuó oficialmente la construcción del Hospital St. Elisabeth en la Plaza del Mercado Superior, para el cual su padre había sentado los cimientos. El edificio se concluyó el 21 de noviembre de 1663.

### Religión
Después de que su padre se convirtiera al catolicismo, Mauricio Enrique se crio como católico y apoyó la Contrarreforma en Hadamar. También fue responsable de la construcción, entre 1658 y 1666, de la iglesia franciscana en el lugar en donde se había levantado la iglesia de St. Giles. La familia principesca poseía una cripta debajo del coro de esta iglesia; El primer entierro tuvo lugar en mayo de 1661.
En la segunda mitad de 1675, construyó la capilla octogonal de Herzenberg, que más tarde se convirtió en el coro de la iglesia de Herzenberg.